# Владимирка (картина)
«Влади́мирка» — картина русского художника Исаака Левитана (1860—1900), написанная в 1892 году. Принадлежит Государственной Третьяковской галерее (инв. 1485). Размер — 79 × 123 см. «Владимирка» — одна из трёх больших (по размеру) картин Левитана, написанных в первой половине 1890-х годов. Её вместе с двумя другими большими полотнами этого периода — «У омута» (1892) и «Над вечным покоем» (1894) — иногда называют «мрачной трилогией» Левитана.
Левитан начал работу над эскизами и этюдами к картине «Владимирка» в 1892 году, когда он несколько месяцев жил во Владимирской губернии. Он писал их с натуры, находясь у Владимирского тракта — грунтовой дороги, ведущей из Москвы на восток. В просторечии эта дорога называлась Владимиркой — в течение многих десятилетий по ней отправляли сосланных на каторгу заключённых. Картина была написана в том же году в Москве. В феврале 1893 года она была представлена на 21-й выставке Товарищества передвижных художественных выставок («передвижников»), открывшейся в Санкт-Петербурге, а затем, в марте, переехавшей в Москву. В марте 1894 года Левитан передал полотно в дар Третьяковской галерее.
Художник Михаил Нестеров отмечал, что «Владимирка» могла быть «смело названа русским историческим пейзажем, коих в нашем искусстве немного». Искусствовед Алексей Фёдоров-Давыдов писал, что эта картина — одно из лучших творений Левитана, «его всеми признанный шедевр», в котором «глубокое общественное содержание выражено органически пейзажно и непосредственно».

## История

### Предшествующие события и работа над картиной
12 мая 1892 года Левитан вместе со своей спутницей, художницей Софьей Кувшинниковой, уехал из Москвы во Владимирскую губернию. Они поселились в деревне Городок, расположенной на реке Пекше, недалеко от станции Болдино Московско-Нижегородской железной дороги, примерно в 120 км от Москвы. Там они снимали две комнаты в доме зажиточного крестьянина Александра Никитовича Попкова, стоявшем на высоком берегу реки. В письме к Павлу Третьякову от 13 мая Левитан сообщал: «Поселился я в довольно милой местности и думаю поработать. Разумеется, весь успех работы будет зависеть от здоровья, которое немало-таки мешает во многом». Там же художник провёл и лето 1892 года. Ныне деревня Городок входит в состав деревни Пекша Петушинского района Владимирской области. Дом, в котором жил Левитан, впоследствии был превращён в дом-музей, но 22 августа 1999 года он был уничтожен пожаром.

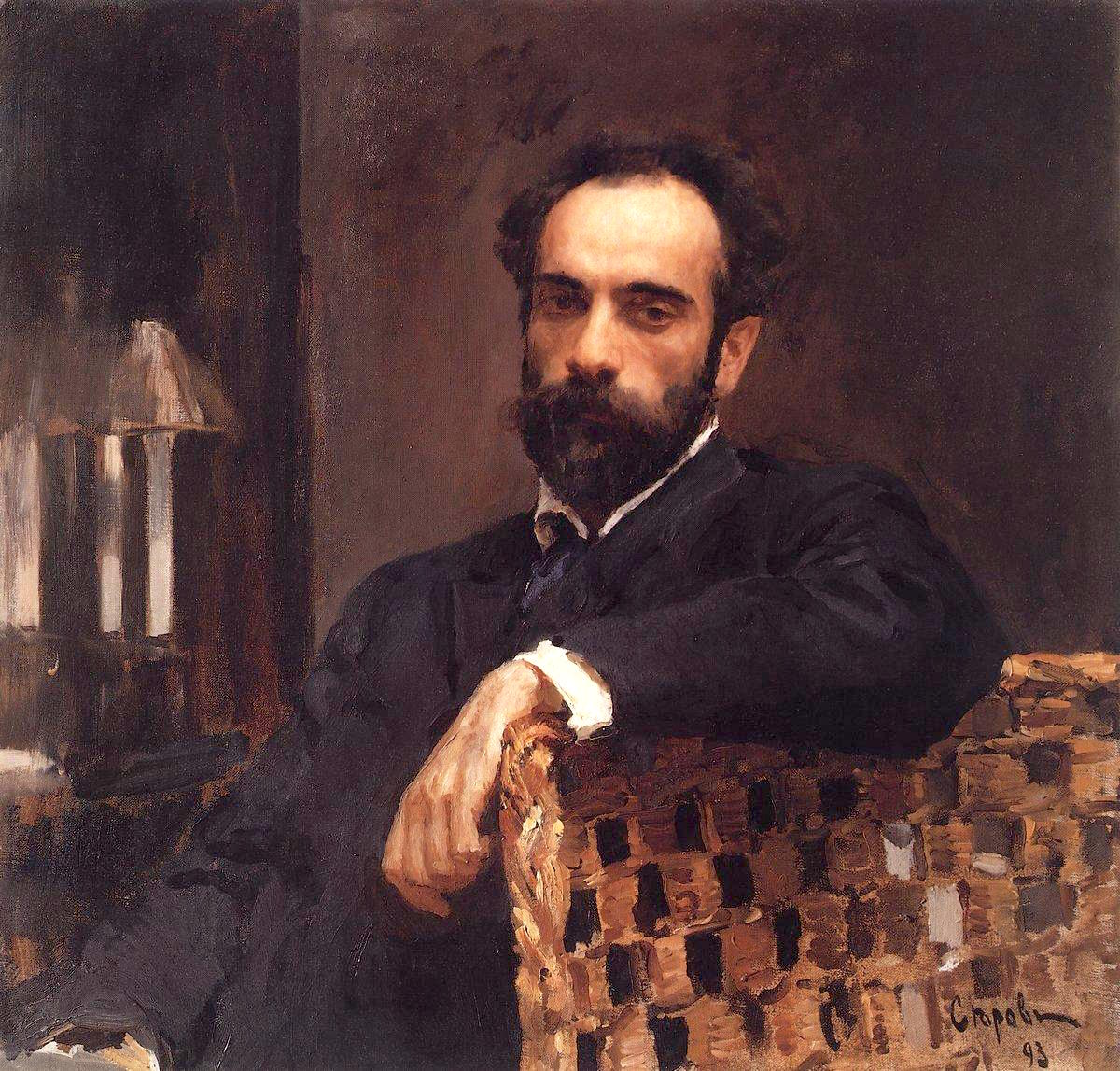
Валентин Серов. Портрет Исаака Левитана (1893, ГТГ)

О том, как у Левитана зародилась идея написать полотно «Владимирка», рассказала Софья Кувшинникова. Как-то, возвращаясь с охоты, вышли они на старое Владимирское шоссе. Кувшинникова так описывала их впечатления: «Картина была полна удивительной тихой прелести. Длинное полотно дороги белеющей полосой убегало среди перелесков в синюю даль. Вдали на ней виднелись две фигурки богомолок, а старый покосившийся голубец со стёртой дождями иконкой говорил о давно забытой старине. Всё выглядело таким ласковым, уютным». И вдруг Левитан вспомнил, что это была именно та самая Владимирка. Сразу же вспомнились заключённые в кандалах, идущие по этой дороге в Сибирь. В последующие дни художник неоднократно возвращался к этой дороге, чтобы писать этюд к будущей картине, — он завершил его в несколько сеансов. Вероятно, при работе над «Владимиркой» Левитан вспоминал стихотворение Алексея Толстого «Колодники», написанное в первой половине 1850-х годов: «Спускается солнце за степи, / Вдали золотится ковыль, ― / Колодников звонкие цепи / Взметают дорожную пыль…».

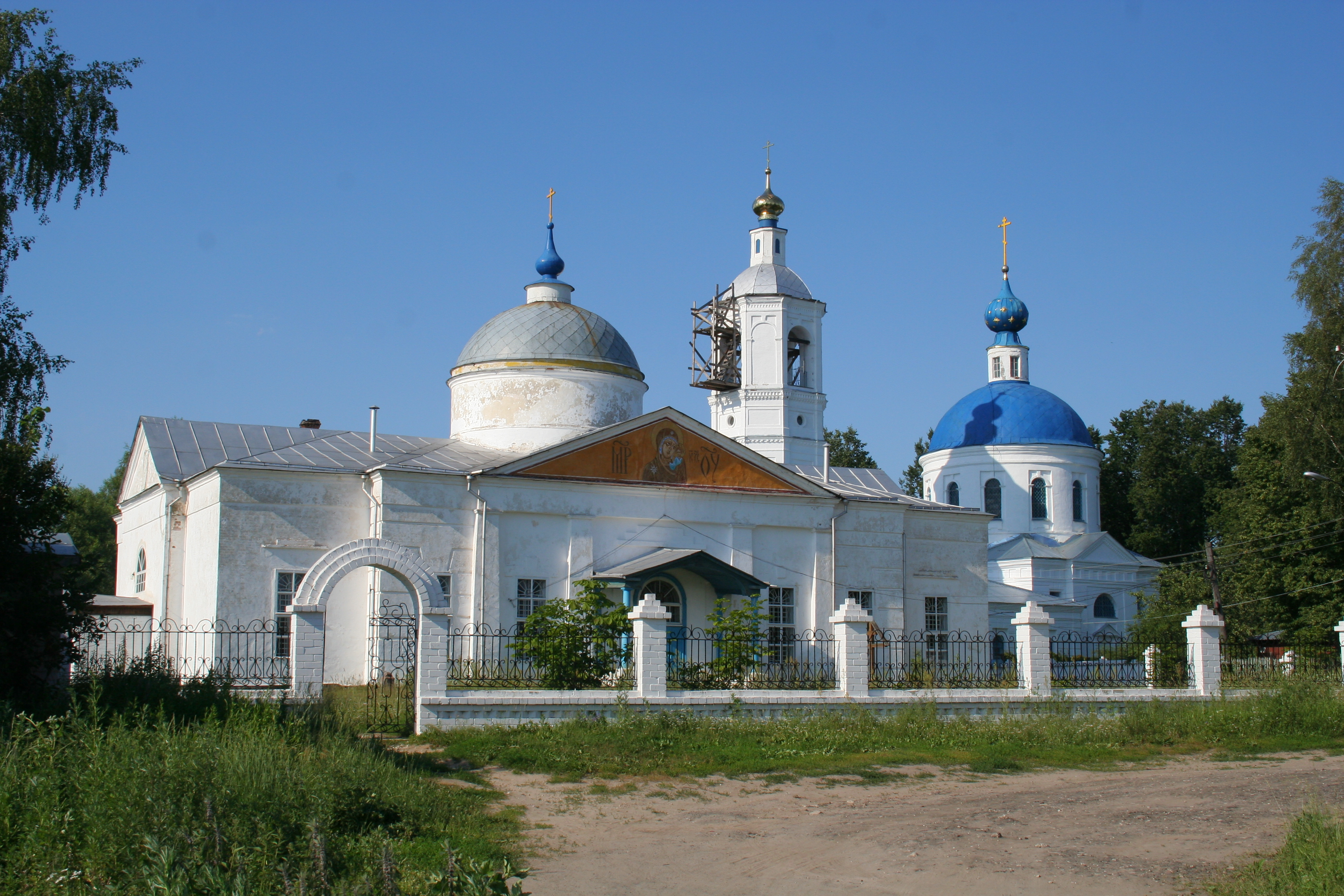
Крестовоздвиженская церковь и колокольня (справа), а также церковь Живоначальной Троицы (слева) в городе Костерёво (фото 2010 года)

В письме, отправленном в Третьяковскую галерею и датированном 19 апреля 1957 года, краевед Николай Соловьёв сообщал, что местные жители показали ему точное место, где находился Левитан, когда он работал над «Владимиркой». По словам краеведа, на месте бывшего столбика-голубца, установленного на перекрёстке Владимирского тракта и просёлочной дороги, в 1908 году была сооружена кирпичная часовня. Кроме того, Соловьёв писал, что храм с колокольней на дальнем плане полотна, скорее всего, был изображением церкви, расположенной близ села Аббакумово (ныне в составе города Костерёво), однако ко времени написания письма с того места эту церковь уже не было видно, поскольку слева от Владимирки выросли леса и перелески. По уточнённым данным, прототипом изображённого Левитаном храма послужила Крестовоздвиженская церковь, построенная в 1814—1815 годах и освящённая в 1815 году.
Затем Левитан уехал в Москву, чтобы как можно скорее написать задуманную им картину. Начиная с ноября 1889 года художник имел возможность работать в доме-мастерской в Большом Трёхсвятительском переулке, выделенном ему предпринимателем и меценатом Сергеем Морозовым. Под свежим впечатлением от пейзажа, увиденного на старом Владимирском шоссе, работа над полотном шла быстро и вдохновенно. Закончив картину, Левитан написал на ней её название — Володимірка. Это было необычным для художника шагом — как правило, он названия на полотнах не надписывал.
В сентябре 1892 года в связи с активизацией правительственной кампании по выселению евреев Левитану пришлось покинуть Москву, и он опять отправился во Владимирскую губернию, поселившись в Болдине. Через некоторое время друзьям художника удалось добиться разрешения на его проживание вне черты оседлости, и в декабре 1892 года он вернулся в Москву.

### 21-я передвижная выставка и последующие события
Вместе с четырьмя другими произведениями Левитана, среди которых были «Лесистый берег, сумерки», «Лесной пожар», «Осень» и «Под вечер», картина «Владимирка» (под названием «Владимирка, большая дорога») экспонировалась на 21-й выставке Товарищества передвижных художественных выставок («передвижников»), открывшейся в феврале 1893 года в Санкт-Петербурге, а в марте переехавшей в Москву. На той же выставке был представлен портрет Левитана кисти Валентина Серова (ныне — в ГТГ). Петербургская критика практически не писала о пейзажной части передвижной выставки, только в «Петербургской газете» (№ 47 за 18 февраля 1893 года) было отмечено, что для неё были подобраны «самые неприглядные „серые“ мотивы», а подписавшийся псевдонимом Л. Х. автор статьи восклицал: «Что может быть скучнее „Владимирки. Большой дороги“ г. Левитана…». После переезда выставки в Москву в прессе появилось больше отзывов о картине, значительная часть которых была положительной, — в частности, похвальные отзывы написали Владимир Сизов («Русские ведомости»), Владимир Грингмут («Московские ведомости») и Михаил Корелин («Русская мысль»).

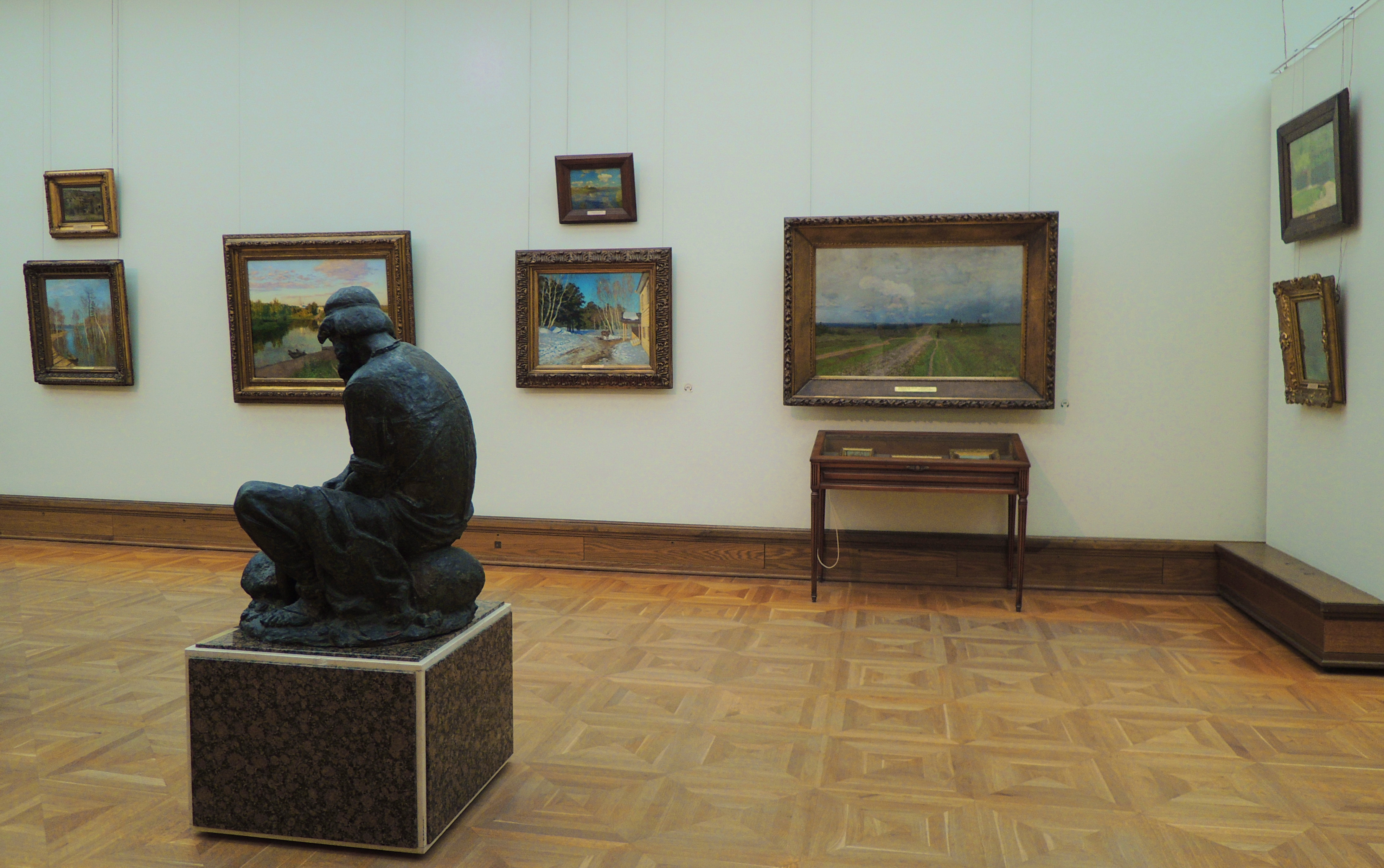
Картина «Владимирка» в Левитановском зале ГТГ

В 1893—1894 годах 21-я передвижная выставка продолжила своё путешествие по другим городам Российской империи, побывав в Харькове (в августе — сентябре), Полтаве (в октябре), Елисаветграде (в ноябре), Одессе (в ноябре — январе), Кишинёве (в январе) и Киеве (в феврале — марте). Несмотря на положительные отзывы, во время выставки полотно куплено не было. В марте 1894 года Левитан подарил картину Третьяковской галерее — в письме к Павлу Третьякову от 11 марта он писал: «„Владимирка“, вероятно, на днях вернётся с выставки, и возьмите её и успокойте меня и её». За неделю до этого, перед началом 22-й передвижной выставки, Третьяков приобрёл у Левитана его другое крупное произведение — «Над вечным покоем».
Меж чернеющих под паром

Плугом поднятых полей

Лентой тянется дорога

Изумруда зеленей…

То Владимирка…

Когда-то

Оглашал её и стон

Бесконечного страданья

И цепей железных звон.
По некоторым сведениям, ещё до передачи «Владимирки» Третьякову Левитан пытался подарить её писателю Владимиру Гиляровскому, которому эта картина очень понравилась. Гиляровский прочитал художнику своё стихотворение «Владимирка — большая дорога», а затем записал его текст на листе бумаги, добавив: «Посвящаю Левитану». В ответ Исаак Ильич снял свою картину со стены со словами: «Возьми, Гиляй, на память! Дай я надпишу». Однако Гиляровский взять её отказался, сказав, что это слишком дорогой подарок. После этого Левитан привёз «Владимирку» домой к Гиляровскому, который жил в Столешниковом переулке. Писателя не было дома, и художник оставил свою картину в прихожей. Когда Гиляровский вернулся домой, он немедленно отвёз картину обратно к Левитану.
Впоследствии «Владимирка» экспонировалась на ряде выставок, в том числе на персональных выставках Левитана, состоявшихся в 1938 году в Государственной Третьяковской галерее в Москве и в 1939 году в Государственном Русском музее в Ленинграде, а также на юбилейной, посвящённой 100-летию со дня рождения художника выставке, проходившей в 1960—1961 годах в Москве, Ленинграде и Киеве. В 1971—1972 годах полотно принимало участие в приуроченных к столетию ТПХВ выставках «Передвижники в Государственной Третьяковской галерее» (Москва) и «Пейзажная живопись передвижников» (Киев, Ленинград, Минск, Москва). В 2004—2005 годах картина экспонировалась на проходившей в корпусе Бенуа Государственного Русского музея выставке «Дорога в русском искусстве». Она также входила в число экспонатов юбилейных выставок к 150-летию со дня рождения Левитана, проходивших в корпусе Бенуа Русского музея (с апреля по июль 2010 года) и в Новой Третьяковке на Крымском Валу (с октября 2010 года по март 2011 года).

## Описание

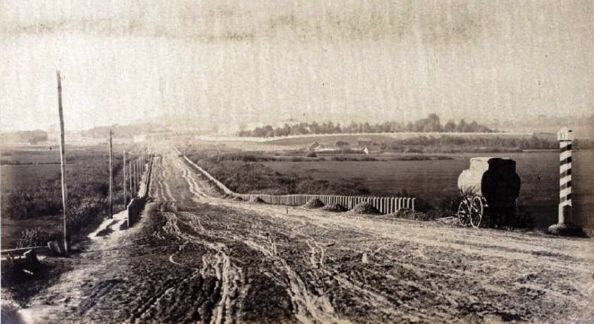
Владимирский тракт (1858—1862, фотография Фердинанда Бюро)

Владимирка — так в просторечии называли Владимирский тракт, грунтовую дорогу из Москвы на восток, в сторону Владимира, печально известную тем, что в течение многих десятилетий вдоль неё пеше-этапным порядком отправляли сосланных на каторгу в Сибирь заключённых. К концу XIX века, когда была написана картина, заключённых уже отправляли на поездах.
На картине изображена бескрайняя равнина с пролегающей по ней дорогой, которая протянулась от переднего плана в глубину, проходя через поля, мимо перелесков и селений, и теряясь в синей дымке у самого горизонта. Узкие тропинки, протоптанные вдоль дороги по обеим сторонам, подчёркивают её протяжённость. Помимо этого, через всё полотно слева направо проходит ещё одна тропинка. Пересекая дорогу, она замедляет движение взгляда зрителя и направляет его на придорожный столбик-голубец, рядом с которым с котомкой за плечами стоит странница-богомолка. По-видимому, этот голубец был сооружён на могиле умершего во время пешего перехода ссыльного. Пустынность дороги, нависшие над ней облака, одинокая фигура странницы, обратившейся с молитвой к иконе на столбике-голубце, — всё это создаёт тревожную и тягостную атмосферу, навеянную мыслями о проходивших здесь тысячах заключённых. И только солнечный просвет у горизонта, да белеющая вдали церковь олицетворяют собой луч надежды.
Фрагменты картины «Владимирка»
Цветовая тональность пейзажа определяется приглушёнными красками, использованными для изображения серого сумрачного дня. Из этой колористической гаммы не выбиваются светлые тона, которыми написаны белая церковь и жёлтая полоса спеющей ржи у горизонта. Несмотря на приглушённость палитры, художнику удаётся не растерять богатство и многообразие цветов, «он сохраняет все краски природы, но вводит их в пейзаж сгармонированными, приведёнными к единой тональности». Левитан достигает этого, используя тончайшие переходы между тонами, а также взаимное проникновение разных цветов. Найденный им колорит в значительной степени определяет создаваемое этим пейзажем настроение.
Развитие темы дороги, начатое в полотне «Владимирка», продолжалось и в ряде более поздних произведений Левитана, таких как «Шоссе. Осень» (1897, местонахождение неизвестно), «Большая дорога. Осенний солнечный день» (1897, частное собрание), «Лунная ночь. Большая дорога» (1897, ГТГ) и «Дорога» (1898, Ивановский областной художественный музей).

## Эскизы, этюды и повторения

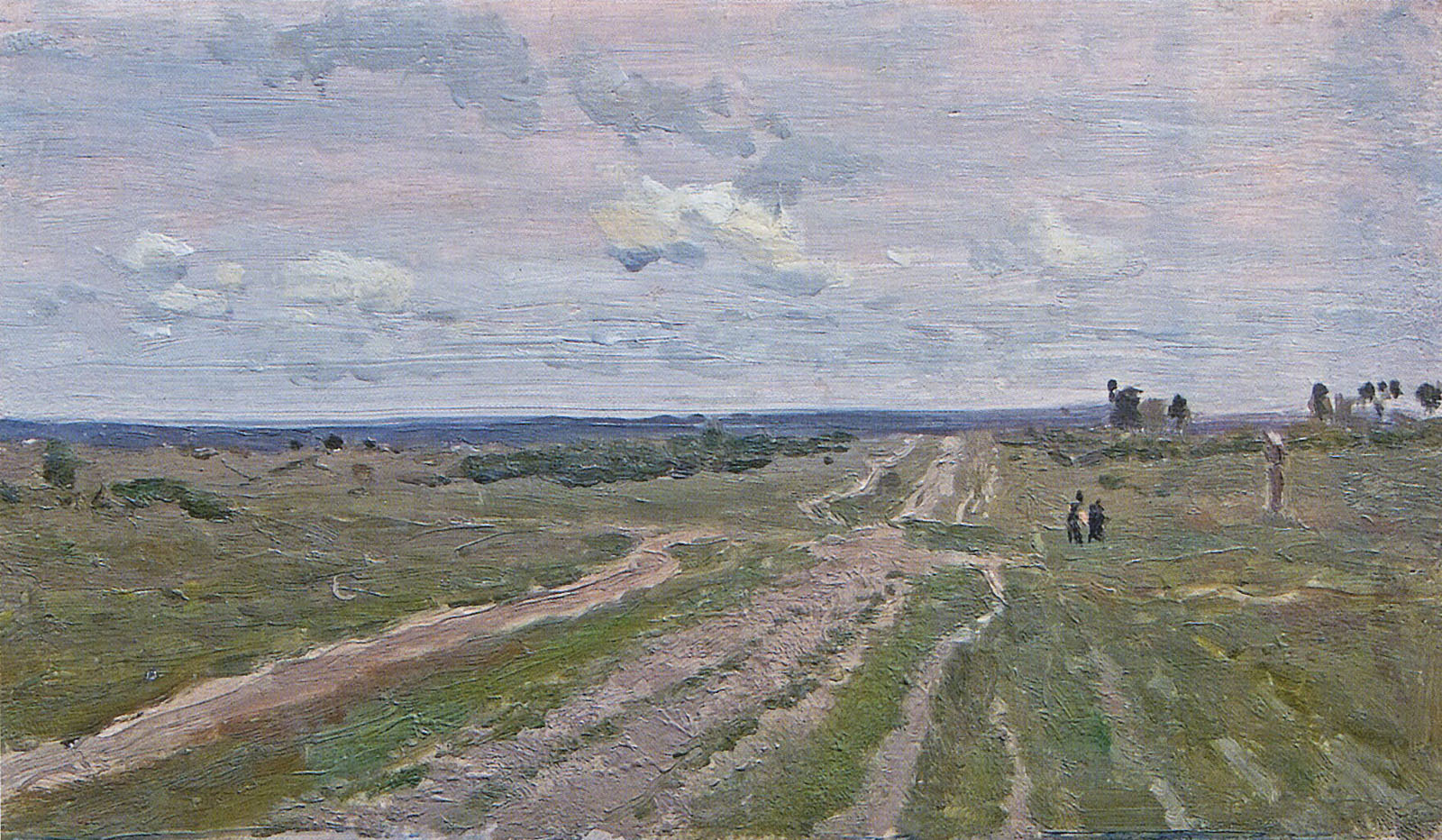
И. И. Левитан. Владимирка (этюд, 1892, частное собрание)

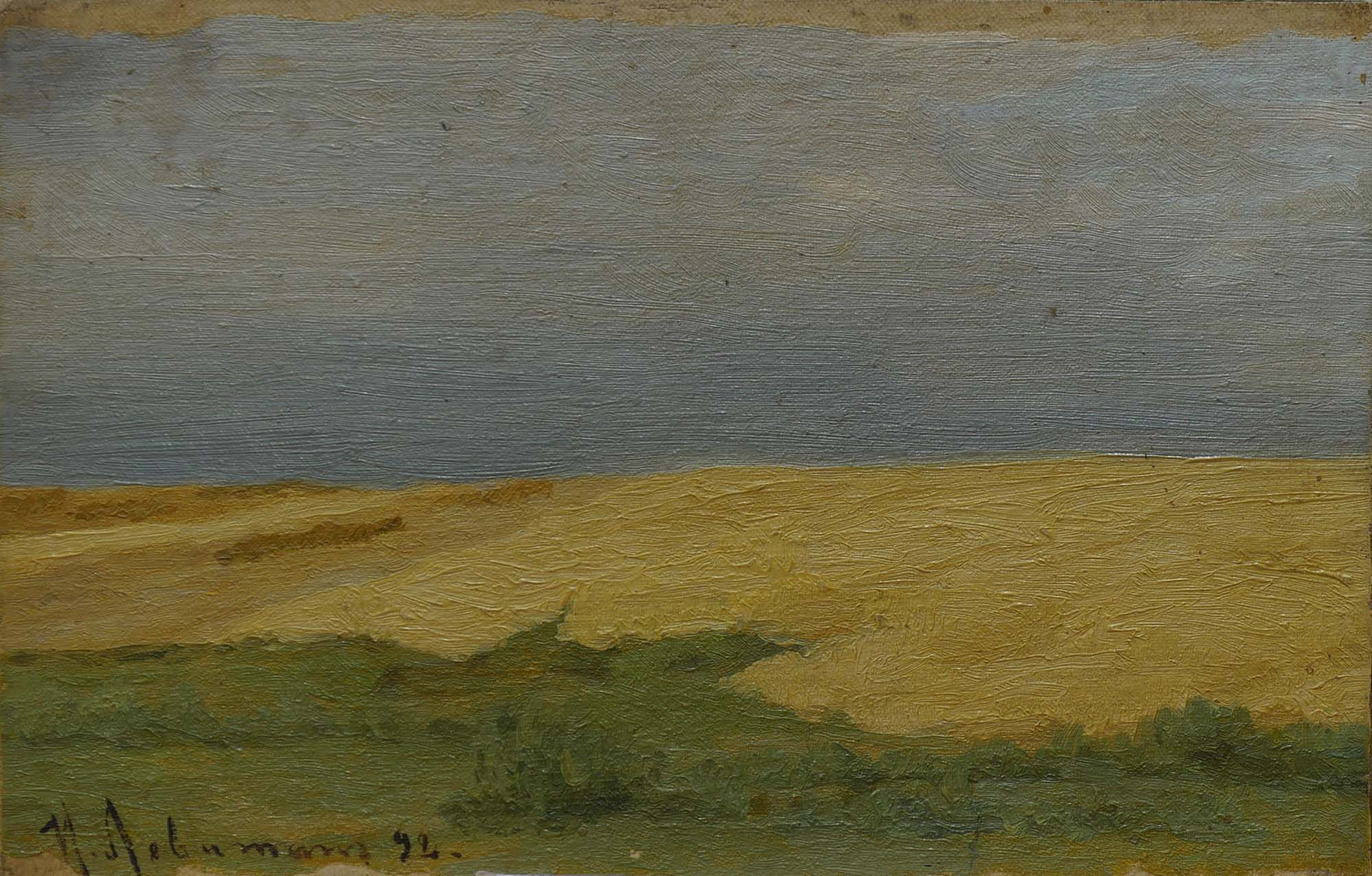
И. И. Левитан. Ржаные поля (этюд, 1892, КГКГ)

В одном из частных собраний хранится одноимённый этюд для картины «Владимирка» (картон, масло, 1892, 10 × 16,5 см). По данным 1966 года, он находился у московского коллекционера А. М. Колударова, побывав перед этим в собраниях Н. В. Мещерина и Н. Ю. Кислицина. Исследователи творчества Левитана полагают, что этот этюд был написан с натуры. По словам Алексея Фёдорова-Давыдова, он «пленяет свежестью, проникновенностью и тонкостью живописи», а также пленэрной гаммой «с её цветовым единством и тонкостью отношений серо-палевых, холодных и тёплых тонов». На натурном этюде изображены две странницы-богомолки, а не одна, как на картине. Кроме того, по сравнению с этюдом, в окончательном варианте полотна Левитан добавил белую церковь, а также светлую полосу ржаного поля. Для этого поля художник создал отдельный этюд «Ржаные поля», который впоследствии был подарен им Сергею Голоушеву, затем находился в коллекции Н. А. Гутман, а в 1945 году перешёл в собрание Курской областной картинной галереи (холст, масло, 1892, 10,8 × 16,6 см, инв. Ж-630).
Также известно, что существовал одноимённый эскиз картины «Владимирка», подаренный Левитаном Михаилу Чехову — младшему брату Антона Павловича. На лицевую сторону эскиза была нанесена авторская надпись — «Будущему прокурору Михаилу Павловичу Чехову. И. Левитан». Левитан в шутку назвал будущего писателя и критика «прокурором», поскольку тот в течение нескольких лет учился на юридическом факультете Московского университета. Писатель Иван Белоусов вспоминал, что как-то, увидев этот эскиз у Михаила Чехова, он начал его хвалить, но по реакции собеседника понял, что тот обиделся на Левитана из-за сделанной надписи: «он как бы делал намёк на будущее — вот, дескать, по какой дорожке ты будешь посылать людей, закованных в кандалы, когда будешь прокурором». Увидев, что эскиз понравился Белоусову, Михаил Чехов предложил ему взять его в подарок, а на возражение, что он уже один раз был подарен, ответил, что с такой надписью он иметь его не хочет. С тех пор этот эскиз находился в собрании Белоусова, но впоследствии был утерян «во время переездов с одной квартиры на другую». В настоящее время местонахождение этого эскиза неизвестно.
Известно также о существовании одноимённого уменьшенного повторения-варианта картины «Владимирка» (1890-е годы, 50,5 × 80,2 см), которое находилось в собрании З. З. Рабинович. Изначально это повторение было выполнено по заказу врача и коллекционера И. И. Трояновского, а затем побывало в собраниях А. Н. Ляпунова (с 1917 года), Е. Н. Опочинина (с 1922 года) и И. И. Ильина-Гольдмана. Согласно описанию Алексея Фёдорова-Давыдова, в этом повторении-варианте Левитан «ещё более обобщил формы», убрал фигуру странницы, а также упростил трактовку дальнего плана, удалив церковь и золотистую полоску поля. В целом, по мнению Фёдорова-Давыдова, в этом упрощённом варианте картина лишилась «вместе со своими деталями и тонкостями тональных и цветовых переходов также и своего большого внутреннего содержания».

## Отзывы и критика
В статье о 21-й передвижной выставке, опубликованной в газете «Русские ведомости» (выпуск № 103 от 17 апреля 1893 года), художественный критик Владимир Сизов из пяти представленных Левитаном пейзажей наибольшее внимание уделил полотну «Владимирка. Большая дорога». Сизов отмечал, что «в картине весьма талантливо передана ширь этой известной дороги», а также прекрасно написаны дальние планы, уходящие к самому горизонту. В целом, по мнению Сизова, «картина производит весьма глубокое и цельное впечатление».
В статье 1903 года, посвящённой выставке произведений Левитана, писатель Корней Чуковский писал: «Полюбуйтесь его „Владимиркой“. Какая жадная даль, какое бешенство её размаха! Вдохновенная, опьяняющая, манящая ширь…» Проводя параллель с печально известным Владимирским трактом, Чуковский задавал вопрос: «Нельзя ли этой Владимиркой символизировать всё творчество славного художника, с его спокойным и примирённым сознанием безысходности всех фаустовских порывов человеческого духа?»
Художник Михаил Нестеров в книге «Давние дни» вспоминал, что он любил «Владимирку» Левитана, считая её равноценной как по замыслу, так и по совершенству исполнения. По его мнению, эта картина могла быть «смело названа русским историческим пейзажем, коих в нашем искусстве немного». В письме к искусствоведу Владимиру Кеменову от 10 октября 1938 года Нестеров писал, что в картине «Владимирка» «счастливо сочетались историческая быль с завершённым, законченным мастерством» и что, по его мнению, это полотно является «одним из самых зрелых созданий художника».
Искусствовед Михаил Алпатов отмечал, что не приходится сомневаться в гражданственном значении «Владимирки», вызывающей горькие раздумья и являющейся «печальной летописью русского освободительного движения». Алпатов писал, что хотя в картине нет никакого повествования, она «захватывает своей томительно-грустной напевностью». По мнению Алпатова, в левитановской «Владимирке» «с наибольшей полнотой выражена исконная тема русского искусства» — тема дороги, воспетая в народных песнях и красной нитью проходящая через русскую поэзию.
В монографии о Левитане искусствовед Алексей Фёдоров-Давыдов писал, что «Владимирка» — одно из лучших творений художника, «его всеми признанный шедевр». Замечательность этого полотна он находил в том, что его «глубокое общественное содержание выражено органически пейзажно и непосредственно», — возможно, «Владимирка» представляет собой «единственный в своём роде пример выражения социальных идей чисто пейзажными средствами». Согласно Фёдорову-Давыдову, в этой картине Левитан создаёт образ природы привычным ему путём, раскрывая богатое внутреннее содержание в самых обычных вещах, через «самый простой и заурядный мотив равнины с уходящей вдаль дорогой». Составляющий основу изображения мотив дороги действенным образом вовлекает зрителя в глубину пейзажа и тем самым постепенно раскрывает его внутреннее содержание.

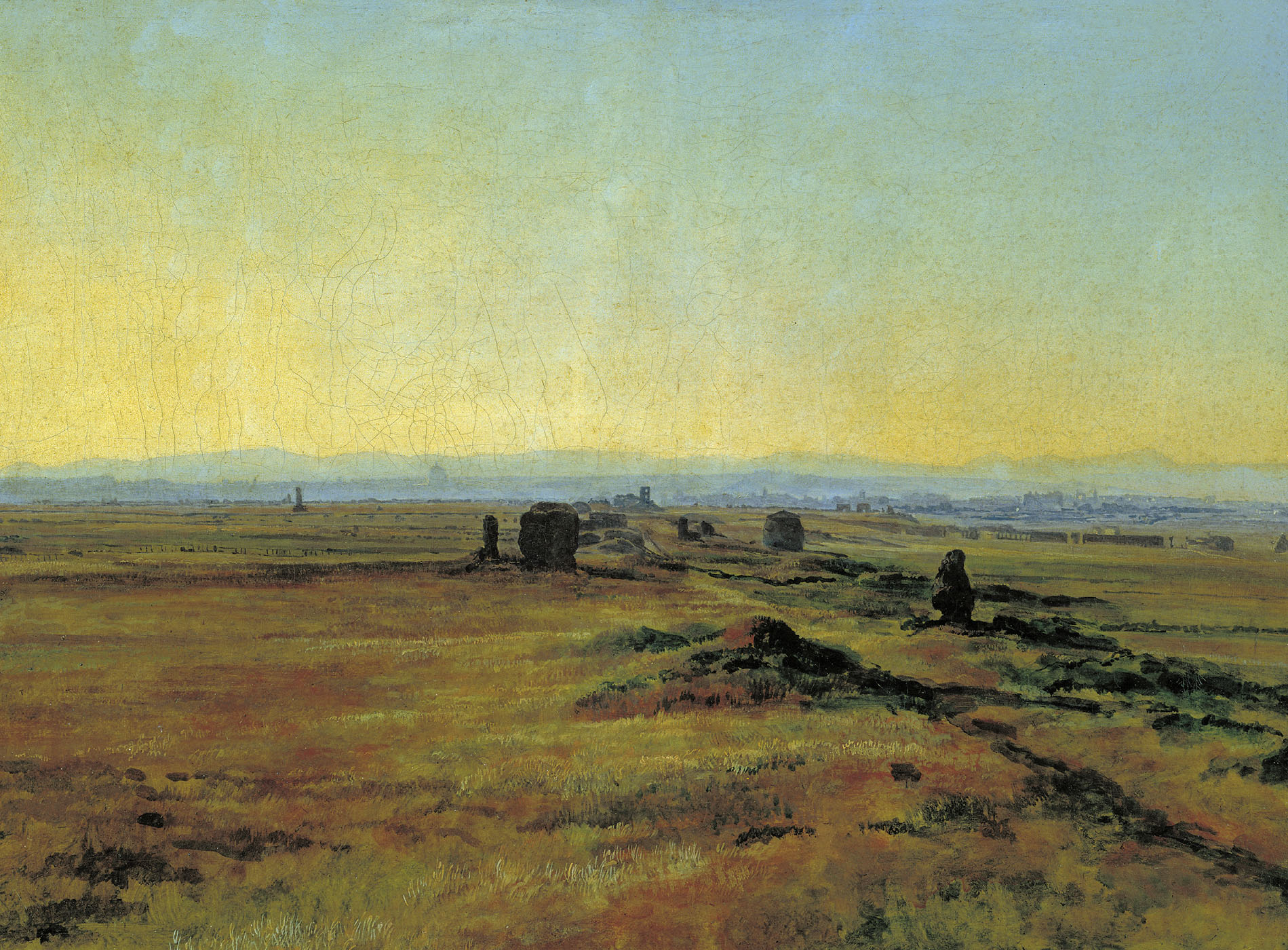
А. А. Иванов. Аппиева дорога при закате солнца (холст, масло, 44 × 61 см, 1845, ГТГ)

Искусствовед Фаина Мальцева отмечала, что «Владимирка» стала подлинным документом эпохи, и её значение в русском реалистическом искусстве 1890-х годов трудно переоценить. По словам Мальцевой, произведение Левитана было наполнено чувством скорби и пафосом гражданственности, причём художнику удалось достичь этого, «не поступившись красотой русской природы, не умалив поэтической прелести и величественности её образа». Тем самым «Владимирка» представляет собой «лучшее свидетельство огромных завоеваний, достигнутых передовыми русскими пейзажистами». Мальцева писала, что «по широте идейного обобщения пейзажного образа это одно из самых глубоких творений Левитана».
Искусствовед Григорий Стернин писал, что у «Владимирки» была «примечательная искусствоведческая судьба», — больше, чем любое другое произведение Левитана, эта картина вызывала желание исследователей найти в намерениях художника «чёткую идеологическую программу, обращённую к тяжёлой жизненной участи народа, к его исторической памяти, к его социальному самочувствию». Стернин отмечал, что изображённый на полотне пейзаж в самом деле давал основания причислить его автора к тем представителям русской культуры, которым «совсем не были чужды гражданственные настроения», — по его словам, «общая идея картины вполне открыта подобной „социализированной“ интерпретации».
По мнению искусствоведа Владимира Петрова, «Владимирка» относится к тому «редкому типу полифонического „исторического пейзажа“», который в истории русской живописи можно сравнить разве что с полотном Александра Иванова «Аппиева дорога при закате солнца», написанным в 1845 году. Однако есть между ними и существенная разница: в то время как ива́новская «Аппиева дорога» заставляет думать о судьбах Римской империи, левитановская «Владимирка», изображающая дорогу, по которой прошли тысячи арестантов, «воспринимается как некий шрам, нанесённый историей многострадального народа на прекрасное лицо его земли».
Обсуждая значение «Владимирки» в художественном наследии Левитана, искусствовед Владимир Круглов писал, что по глубине и искренности чувств её можно сравнить с «Островом Сахалином» в творчестве Чехова. По словам Круглова, мотив дороги, часто встречавшийся в произведениях учителя Левитана — Василия Перова, в работе его ученика обрёл новую трактовку и «послужил художнику поводом для глубоких, обобщающих размышлений о человеческой судьбе, о дисгармонии общественных отношений, уничтожающих человеческое в человеке и искажающих лик земли». Круглов также отмечал жанровую близость «Владимирки» к некоторым произведениям таких художников-передвижников, как Сергей Иванов, Сергей Малютин и Абрам Архипов.